# Marathon van Enschede 1995
De marathon van Enschede 1995 werd gelopen op zondag 18 juni 1995. Het was de 27e editie van deze marathon.
De Oekraïner Viktor Goeral zegevierde bij de mannen; hij won in 2:15.29. Hij was 32 jaar en sportleraar aan de Universiteit van Lvov. Hij streek voor zijn eerste plaats een premie op van 10.000 gulden.
Als eerste vrouw kwam Irina Yagodina, eveneens uit Oekraïne, over de streep in 2:36.43. Zij was 31 jaar en woog op dat moment 41 kg.

## Uitslagen

### Mannen
| rang   | naam             | land | tijd    |
| ------ | ---------------- | ---- | ------- |
| Goud   | Viktor Goural    | UKR  | 2:15.29 |
| Zilver | Mustapha Sellam  | MAR  | 2:15.37 |
| Brons  | Piotr Poblocki   | POL  | 2:15.37 |
| 4      | Viktor Mosgovoy  | BLR  | 2:16.15 |
| 5      | Adri Hartveld    | NED  | 2:16.49 |
| 6      | Gerard Kappert   | NED  | 2:16.53 |
| 7      | Yuriy Pavlov     | RUS  | 2:18.14 |
| 8      | Viktor Novoselov | UKR  | 2:18.18 |
| 9      | Marti ten Kate   | NED  | 2:19.25 |
| 10     | Karol Dolega     | POL  | 2:19.45 |

### Vrouwen
| rang   | naam                | land | tijd    |
| ------ | ------------------- | ---- | ------- |
| Goud   | Irina Yagodina      | UKR  | 2:36.43 |
| Zilver | Lutsia Belyayeva    | RUS  | 2:41.09 |
| Brons  | Krystyna Kuta       | POL  | 2:48.02 |
| 4      | Ludmila Melicherova | SVK  | 2:48.43 |
| 5      | Birgit Lennartz     | GER  | 2:49.02 |
| 6      | Carina Leutner      | AUT  | 2:50.11 |
| 7      | Ljoebov Morgoenova  | RUS  | 2:51.49 |
| 9      | Czeslawa Mentlewicz | POL  | 3:01.07 |

1947 ·
1949 ·
1951 ·
1953 ·
1955 ·
1957 ·
1959 ·
1961 ·
1963 ·
1965 ·
1967 ·
1969 ·
1971 ·
1973 ·
1975 ·
1977 ·
1979 ·
1981 ·
1983 ·
1985 ·
1987 ·
1989 ·
1991 ·
1992 ·
1993 ·
1994 ·
1995 ·
1996 ·
1997 ·
1998 ·
1999 ·
2000 ·
2001 ·
2002 ·
2003 ·
2004 ·
2005 ·
2006 ·
2007 ·
2008 ·
2009 ·
2010 ·
2011 ·
2012 ·
2013 ·
2014 ·
2015 ·
2016 ·
2017 ·
2018 ·
2019 ·
2020 · 2021 ·
2022 ·
2023 ·
2024 ·
2025